# Johann Konrad Jacobi
Johann Konrad Jacobi (* 30. Januar 1715 in Wollershausen; † 28. Dezember 1788 in Düsseldorf) war ein deutscher Kaufmann, Fabrikant und kurfürstlicher Kommerzienrat.

## Leben

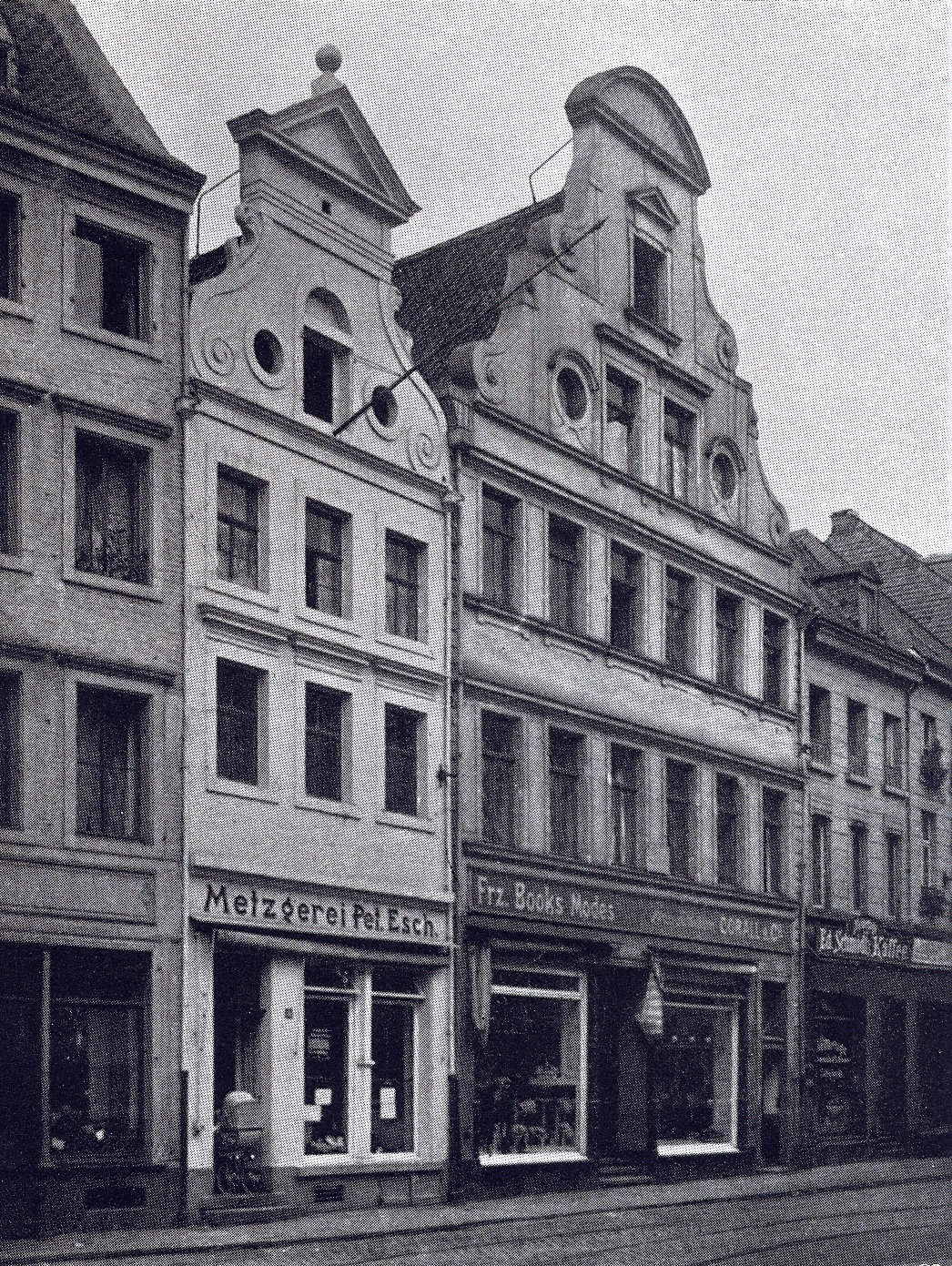
Giebelhaus Marktstraße 11 (rechts) und 13 (links)

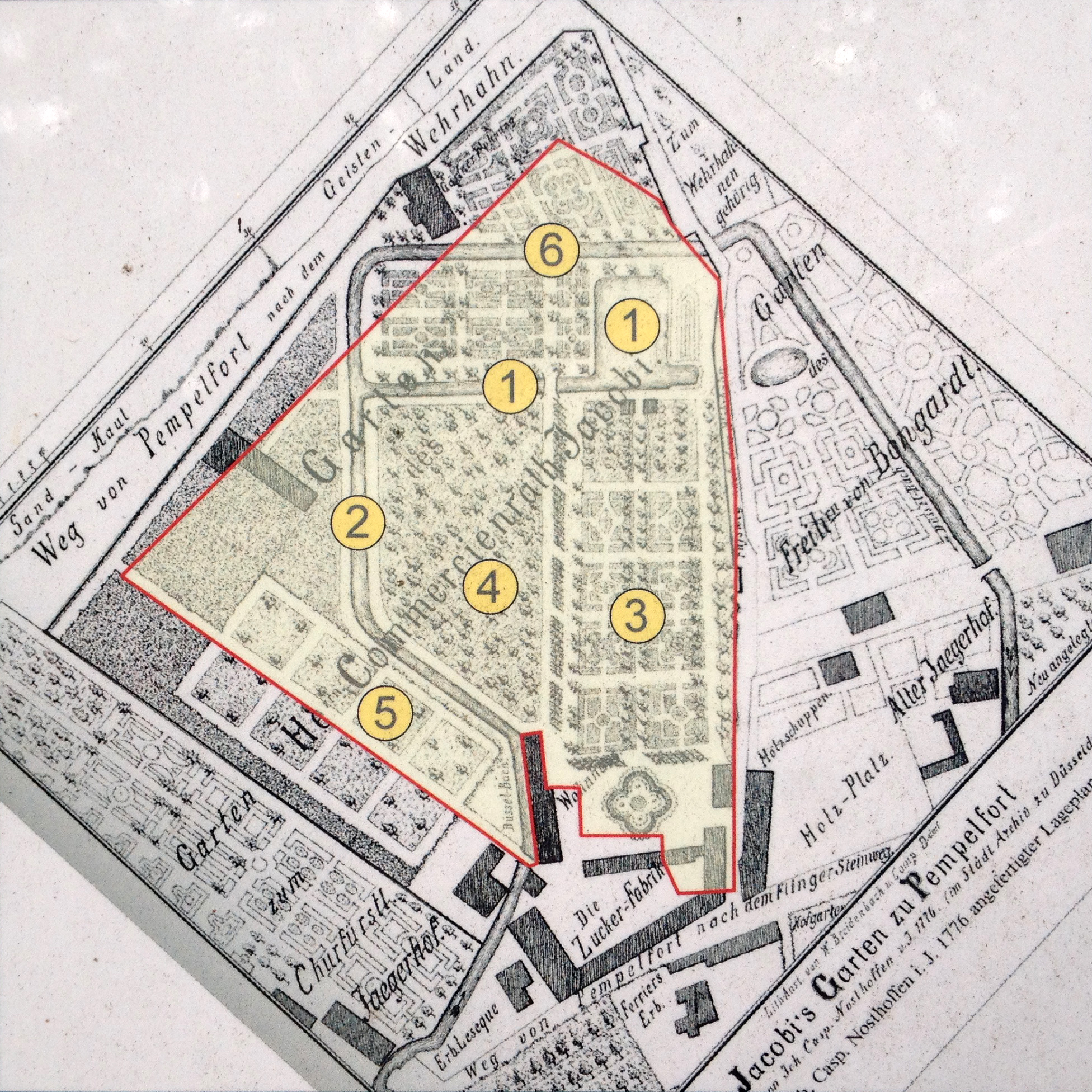
Jacobigarten mit Standort der Zuckerfabrik

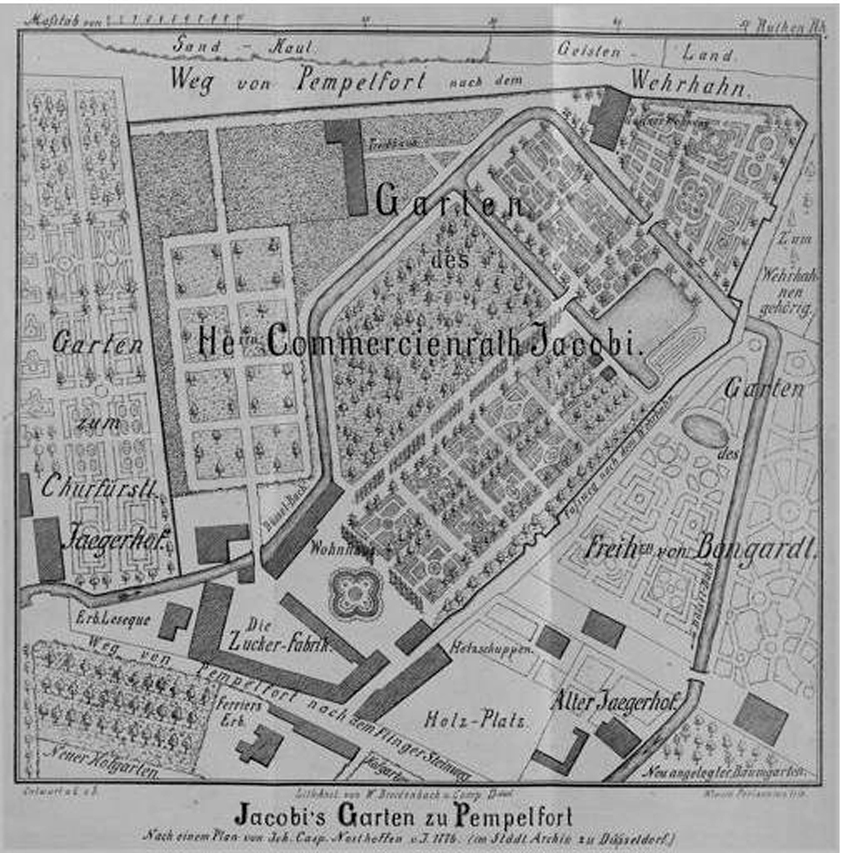
Jacobi’s Garten zu Pempelfort, 1776

Johann Konrad Jacobi, Stammvater des rheinischen Zweiges der Familie, war das dritte Kind des Johann Andreas Jacobi (1680–1756), evangelisch-lutherischer Pfarrer in Wollershausen, und der Johanne Juliana (Juliane) Bauer (1684–1767). Der lutherische Theologe und Superintendent von Lüneburg Johann Friedrich Jacobi war sein älterer Bruder.
Im Jahre 1727 begann Johann Konrad Jacobi eine Kaufmannslehre in Kassel und ab der zweiten Hälfte des Jahres 1732 arbeitete er bei dem Kramer Otto Johann Bachmann in Göttingen, welcher 1735 zu den drei angesehensten Kaufleuten der Stadt gehörte. Ab 1736 war Johann Konrad Jacobi in Düsseldorf ansässiger Kaufmann. Im Juni 1739 heiratete Jacobi die Düsseldorferin Johanna Maria (Marie) Fahlmer (1713–1746), deren Vater Georg Fahlmer, ein Großhändler und Hoflieferant, ihm die Düsseldorfer Handlung und das private Bankgeschäft vererbte. Maries Halbschwester Johanna Fahlmer (1744–1821), vermählt seit September 1778 mit Johann Georg Schlosser, war die Vertraute Goethes in dessen Sturm-und-Drang-Periode. Sein Comptoir mit Geldleihgeschäft und die Manufaktur-Warenhandlung sowie die Wohnräume befanden sich in der Düsseldorfer Altstadt, Marktstraße 11. Das Haus wurde im Oktober 1745 von den Eheleuten Johann Hermann Joseph Sybenius, Kurkölnischer Hofrath und Vogt zu Neuss, und Maria Anna Eva Daniels erworben.
Ab dem Jahre 1742 erwarb er mehrere Parzellen Land in Düsseldorf-Pempelfort, die neben dem kurfürstlichen Garten des Herzogs von Jülich und Berg, heute Schloss Jägerhof, an der Düssel lagen. Die Gutsanlage hatte schließlich eine Gesamtgrundfläche von ca. 38.000 m² und diente als Garten- und Sommersitz der Familie Jacobi, die in der Marktstraße 11, gelegen am Marktplatz, wohnte. Auf dem „von den Seiten zu an den Düsselbach anschließende Gütchen“, so wie es Jacobi beschrieb, stand ein langgestrecktes Sommerhaus mit Küchenhof, ein Hofgarten und ein Baumgarten.
Um sich von holländischen Zuckerlieferanten unabhängig zu machen, errichtete Jacobi im Jahre 1764 auf seinem Landgut in Pempelfort eine Zucker-Raffinerie. Die Ware Zucker war begehrt, die Geschäfte liefen gut, während der Rübenkampagne war das Anwesen von kräftigen süßlichen Dämpfen umgeben. Keine zwei Jahre nach ihrer Errichtung brannte die Zuckerfabrik vollständig ab. Nachdem er sie in größerer Form wieder hatte aufbauen lassen, wurden um 1772 die Ausfuhrzölle für Rohzucker in die Niederlande derart erhöht, dass Jacobi keinen Gewinn mehr erwirtschaftete. Das mehrstöckige Gebäude der Fabrik mit Nebengebäuden, zwischen Hofgarten und dem Jacobi’schen Gut, erstreckte sich parallel zu dem „Weg von Pempelfort nach Flinger Steinweg“, der heutigen Jacobistraße.
Seine älteren Söhne hatten um das Jahr 1758/1759 Düsseldorf zur weiteren Ausbildung verlassen. Friedrich Heinrich Jacobi kehrte 1764 aus Genf nach Düsseldorf zurück, heiratete im selben Jahr Elisabeth (Betty) von Clermont, Schwester des Tuchhändlers Johann Arnold von Clermont. Er zog in das Haus auf der Marktstraße und übernahm als Nachfolger seines Vaters die Leitung der Manufakturwarenhandlung und der Zuckersiederei. Der älteste Sohn Johann Georg Jacobi lebte und arbeitete zeitweise von 1774 bis 1784 als Verleger und Schriftsteller auf dem Jacobi’schen Gut. Gemeinsam mit Wilhelm Heinse in Düsseldorf gab er die „Iris“ heraus, eine literarische „Vierteljahrsschrift für Frauenzimmer“. Zusammen mit seinem jüngeren Bruder empfing er im Jacobi’schen Haus gelehrte Gäste, darunter Friedrich August Clemens Werthes (1748–1817), Johann Gottfried Herder, Johann Wolfgang von Goethe, Johann Georg Forster und Johann Georg Hamann.
Nachdem er das Sommerhaus zu einem Wohnhaus hatte umbauen lassen, zog er im Frühjahr 1765 mit seinen Kindern aus zweiter Ehe Lotte, Lehne und Eduard aus der Stadt nach Pempelfort. Den so genannten Jacobi’schen Garten hatte er hier in den 1740er Jahren im französischen Stil mit Parterre und Allee angelegt, welcher dann von seinem Sohn Friedrich Heinrich schon knapp dreißig Jahre später in einen Landschaftsgarten englischen Stils umgestaltet wurde. Aus finanziellen Gründen hatte Johann Konrad Jacobi im Jahre 1776 einen Teil des Wohnhauses, gelegen am Düsselbach, und den größeren Teil des Gartens, diesseits der Düssel, an seinen Sohn Friedrich Heinrich Jacobi verkauft. Die Finanzierung war diesem durch das Erbe der vermögenden Schwiegermutter Helene Margarethe von Clermont (1705–1776), geborene von Huyssen, ermöglicht worden.
Johann Konrad Jacobi, der den Titel eines Kommerzienrates vom pfälzischen Kurfürsten Karl Theodor erhalten hatte, verstarb im Dezember 1788 auf seinem Pempelforter Gut.
Nach dessen Tod übernahm Friedrich Heinrich Jacobi das Jacobihaus und dessen Geschwister erbten den kleinen Gartenteil und das Gelände der Zuckerfabrik, welches im Jahre 1789 wie folgend zum Verkauf ausgeschrieben wurde:

„Ein nahe vor hiesiger Stadt an dem Düßelbach gelegenes, seiner ersten Bestimmung nach für eine Zucker Raffinerie eingerichtetes, zu verschiedenen Gewerben sehr bequemes, aus nachfolgenden Teilen bestehendes Gebäude, ist nebst ohngefähr zwei Morgen an dem daran stoßenden gleichfals an dem Düßelbache gelegenen Garten zu verkaufen.
1. Das Hauptgebäude ist 95 Fuß lang 34 Fuß breit, 4 Stockwerke hoch, mit Pfannen gedeckt, und mit Leyen eingefaßt. […]. Mit diesem Gebäude ist: 
2. durch  eine bedeckte Communication über dem Düßelbach ein Nebenbau verbunden, welcher 55 Fuß lang, 35 Fuß breit, 2 Stockwerke hoch ist, und am Garten liegt.
3. Gehören dazu zwei Seiten Gebäude, wovon das eine 94 Fuß lang, 21 Fuß breit, 1 Stockwerk hoch mit einem Italiänischen Dache (italienisches Dach ist, welches den dritten, vierten oder fünften Teil der Breite/Tiefe zu seiner Höhe hat) versehen, und zu Wohnungen eingerichtet ist. Das andere, welches zu einem Magazin dienen kann, ist 60 Fuß lang, 20 Fuß breit, 1 Sockwerk hoch mit gewöhnlichem Dache. Zwischen beiden befindet sich die mit einem Thor versehene Einfahrt auf den Hof, welcher 40 Ruthen groß ist, und Gemeinschaft mit dem Garten hat. Außerdem liegt noch neben Nro. 2. am Garten ein Bau von 30 Fuß lang, 15 Fuß breit und ein Sockwerk hoch.“

Das Gebäude der Zuckerfabrik wurde von den Erben, durch die Herren Jacobi & Jäger, im Jahre 1789 an Johann Gottfried Brügelmann, Eigentümer der Baumwollspinnerei Cromford, verkauft, der dort die Färberei „Brügelmann & Bredt“ für Türkischrot einrichtete.
Das Pempelforter Anwesen verblieb noch bis 1861 bei der Familie. Dann wurde es von der Künstlervereinigung Malkasten erworben, die das Jacobihaus um ein großes Gesellschaftshaus ergänzte.

## Familie
Am 4. Juni 1739 heiratete Jacobi die Düsseldorferin Johanna Maria (Marie) Fahlmer (1713–1746). Sie war Tochter des Kaufmanns Georg Christoph Fahlmer (1687–1759) und der Adelheid (Aleida) von Sonsfeld (um 1675–1739).
Deren Kinder:
1. Johann Georg Jacobi (1740–1814), Dichter und Publizist ⚭ 1791 Maria Ursula (Marie) Müller (1764–1840)
  1. Johann Friedrich Wilhelm (Fritz) Jacobi (1792–1811), Student der Philosophie in Freiburg
2. Friedrich Heinrich Jacobi (1743–1819), Philosoph, Jurist, Kaufmann und Schriftsteller ⚭ 1764 Helene Elisabeth (Betty) von Clermont (1743–1784), Schwester des „Tuchbarons von Vaals“, Johann Arnold von Clermont sowie Tochter des Tuchhändlers Esaias von Clermont (1698–1751) und der Helene Magarethe von Huyssen (1705–1776)
  1. Johann Friedrich Jacobi (1765–1831), Munizipalpräsident Aachen, Präfekturrat und Abgeordneter des Rur-Departements ⚭ 1787 Johanna Katharina Luisa (Luise) von Clermont (1763–1844), Tochter seines Onkels Johann Arnold von Clermont
    1. Franz Jacobi (1789–1813), Kaufmann

  2. Johanne Juliana Marie (Juliane) Jacobi (1767–1767)
  3. Georg Arnold Jacobi (1768–1845), Gutsherr, Jurist, Geheimer Rat (Jülich-Berg), Geheimer Regierungsrat in Pempelfort ⚭ 1) 1794 Carolina (Linele) von Clermont (1772–1795), Schwester der Johanna Katharina Luisa (Luise) von Clermont (1 Kind); ⚭ 1796 2) Marie Luise Brinckmann (1776–1845), Tochter des Mediziners Johann Peter Brinckmann, zuletzt Leibarzt des Großfürsten Paul von Russland
    1. Gustav Friedrich Arnold Jacobi (1795–1860) ⚭ 1828 Anna Caroline Thesmar (1801–1840)
    2. Albert Jacobi (1799–1799)
    3. Anna Frederike Luise Julie Auguste Jacobi (1800–1802)
    4. Amalia Franziska (Amalie) Jacobi  (1802–1872) ⚭ Carl Wilhelm Focke (1799–1883)
    5. Auguste Marie Caroline Jacobi (1803–1856)
    6. Georg Albano von Jacobi (1805–1874), preußischer General, Militärschriftsteller und Botaniker ⚭ Ernestine Karoline Elisabeth von Bohlen (1820–1899)
      1. Albano von Jacobi (1854–1919), preußischer General der Infanterie

    7. Emma Luise Auguste Jacobi (1806–1820)
    8. Carl Benno Eduard Jacobi (1807–1840), Kapitän und Steuermann in der preußischen Handelsmarine
    9. Victor Friedrich Leopold Jacobi (1809–1892), Philosoph, Professor der Philosophie in Leipzig[13]
    10. Helene Clotilde Jacobi (1811–1826)
    11. Antonie Marie Natalie Jacobi (1812–1837)
    12. Marie Eleonore Johanne (Laura) Jacobi (1814–1883)
    13. Hermann Sieghard Rudolph Jacobi (1816–1870), Mediziner
    14. Romuald Heinrich Bruno Jacobi (1819–1849)

  4. Wilhelmina Gleminda Juliana (Gleminde) Jacobi (1769–1770)
  5. Karl Maximilian Jacobi (1771–1772)
  6. Franz Theodor Jacobi (1773–1784)
  7. Karl Wigand Maximilian Jacobi (1775–1858), Medizinalrat und Psychiater ⚭ 1798 Anna Friederike Petrina Claudius (1777–1856), Tochter des Dichters Mathias Claudius
    1. Juliane Clementine Jacobi (1799–1886) ⚭ 1826 Christian Friedrich Kling (1800–1862), Professor der Theologie in Bonn, Pfarrer und Dekan in Marbach
    2. Bernhard August Jacobi (1801–1843), Theologe, Oberprediger und Schulinspektor
    3. Bertha Carolina Franziska Jacobi (1804–1874) ⚭ 1823 Karl Heinrich Sack (1789–1875), Professor der Theologie und Pfarrer in Bonn, Konsistorialrat in Magdeburg
    4. Theodora Anna Rebekka Jacobi (1807–1890) ⚭ 1831 Carl Wilhelm Theodor Voigt (1804–1838), Pfarrer in Siegburg und Thorn

  8. Clara Franziska (Claire) Jacobi (1777–1849) ⚭ 1795 ihren Cousin Ludwig Arnold von Clermont (1765–1824), Kaufmann, Sohn des Johann Arnold von Clermont
3. Johanna Maria Katharina (Marie) Jacobi (* 1745) ⚭ 1763 Ernst Christian Winkelmann (* 1737)
  1. Johann Christian Winckelmann (1766–1845), Teilhaber der lithographischen Anstalt Arnz & Comp. in Düsseldorf, errichtete 1828 den Verlag „Winckelmann & Söhne“ in Berlin
4. Barbara Johanna Wilhelmina Jacobi (1746–1746)

In zweiter Ehe heiratete Jacobi am 1. August 1748 Maria Katharina (Marie) Lausberg (1728–1763) in Wuppertal-Elberfeld. Sie war die Tochter des Weinhändlers Johann Heinrich Lausberg (1690–1751) und der Catharina Bemberg (1703–1780).
Deren Kinder:
1. Johann Christoph Jacobi (1749–1751)
2. Friedrich Wilhelm Jacobi (* 1750), Kaufmann in Bordeaux, nach Amerika ausgewandert und verschollen
3. Karl Jacobi (1751–1751)
4. Anna Katharina Charlotte (Lotte) Jacobi (1752–1832)
5. Susanne Helene (Lene) Jacobi (1753–1838)
6. Catharine Friederike Jacobi (1754–1754)
7. Johann Carl Jacobi (1756–1757)
8. Johann Peter (Eduard) Jacobi (1760–1830), Kaufmann in Düsseldorf ⚭ 1) 1794 Helene Sophie Fredrike von Clermont (1764–1799), Tochter des Johann Arnold von Clermont; ⚭ 2) 1801 Elisabeth (Betsy) Nonnen (1768–1818)